# Laubertia
Laubertia es un género de fanerógamas de la familia Apocynaceae. Contiene  tres especies. Es originario de México, Centroamérica y Sudamérica.

## Taxonomía
El género fue descrito por Alphonse Pyrame de Candolle y publicado en Prodromus Systematis Naturalis Regni Vegetabilis 8: 486. 1844. La especie tipo es: Laubertia boissieri A.DC.

## Especies
- Laubertia boissieri A.DC.
- Laubertia contorta (M.Martens & Galeotti) Woodson in N.L.Britton & al. (eds.)
- Laubertia peninsularis Woodson